# Cărpineni
Cărpineni es una comuna y pueblo de la República de Moldavia ubicada en el distrito de Hîncești.
En 2004 tiene 10 910 habitantes, casi todos étnicamente moldavos-rumanos. Es la segunda localidad más poblada del distrito, solo superada en población por la ciudad de Hîncești.
La comuna incluye la pedanía de Horjeşti, pueblo que tiene 956 habitantes en 2004.
Cărpineni se sitúa 10 km al este de la frontera con Rumania.